# Ofelia Medina
María Ofelia Medina Torres (Mérida, Yucatán, 4 de marzo de 1950), conocida como Ofelia Medina, es una actriz, guionista, productora y activista social mexicana comprometida con la defensa de los derechos humanos en general, en particular de los grupos étnicos marginados.

## Biografía
Medina nació en la ciudad de Mérida, Yucatán, México, el 4 de marzo de 1950, y tiene cuatro hermanos: Arturo, Leo, Ernesto y Beatriz. A los ocho años se trasladó con su familia a la Ciudad de México donde estudió primaria, secundaria y preparatoria además de danza en la Academia de Danza Mexicana donde se graduó como intérprete y maestra de danza clásica contemporánea y regional. Su padre se opuso a que se dedicara al medio artístico y lo logró con el apoyo de su madre. En 1961, a los once años, perteneció al grupo de pantomima infantil creado por Alejandro Jodorowski al que considera su primer maestro.
En 1968 fue alumna de la Escuela Nacional Preparatoria de la UNAM. 
En 1977 realizó estudios de actuación con Lee Strasberg en Los Ángeles y después emigró a Europa con el objetivo de seguir su capacitación en el Teatro Odín de Dinamarca.

### Trayectoria profesional
Su debut en el medio artístico como profesional fue con H3O, donde trabajó junto a Alejandro Jodorowsky. Posteriormente participó con Julio Castillo, donde fue vista por Ofelia Guilmáin.
Guilmáin la llevó con Emilio Azcárraga Vidaurreta, quien la mando con Luis de Llano Palmer, quien le dio la oportunidad de trabajar en Lucía Sombra, donde tuvo el protagónico.
Debutó en el cine en 1968 en Pax?, de Wolf Rilla, en ocasión de los Juegos Olímpicos de México 1968. Un año después, en 1969 llegó su primer protagónico en el cine con Patsy, mi amor, de Manuel Michel.
Ese año fue llamada por el productor Ernesto Alonso para hacer su primera aparición televisiva en la serie Landrú, a la que le siguió el melodrama Lucía Sombra (1971), donde tuvo el papel principal y se convirtió en una «heroína romántica». Después participó en La hiena (1973), junto a Amparo Rivelles y Paloma (1975), al lado de Andrés García. Ambas producciones también de Ernesto Alonso.
En 1977 debido a su trabajo en la telenovela Rina (1977), se ganó el reconocimiento del público y la crítica. 
Fue en esta época cuando se sometió a una operación para corregir algunos problemas que tenía en la espalda.
En 1983 estrenó la premiada cinta sobre Frida, naturaleza viva de Paul Leduc sobre la vida de Frida Kahlo.
En televisión además de Lucía Sombra trabajó en La señora joven, Paloma, Rina con Enrique Álvarez Félix, La gloria y el infierno y Toda una vida, dirigida por Héctor Mendoza, basada en la vida de María Conesa y otras actrices de finales del siglo XIX y principios del XX. Participó en Para toda la vida telenovela grabada una parte en Perú y parte en México y fue una nueva versión de la famosa Vivir un Poco. Realizó una participación especial en A corazón abierto.
En teatro ha sido dirigida por los directores más importantes de México. Entre sus obras más destacadas están Traición de Harold Pinter, La conspiración de la Cucaña, El Deseo de Víctor Hugo Rascón Banda, Cada quien su Frida e Íntimamente Rosario de Chiapas, estas dos últimas escritas, dirigidas y actuadas por ella misma. Dirigió y actuó en la obra La noche que jamás existió, de Humberto Robles, obra ganadora del Premio Nacional de Dramaturgia Emilio Carballido 2014.
Participó en los espectáculos Mujeres sin miedo: todas somos Atenco sobre la represión de San Salvador Atenco en mayo de 2006 y pertenece al colectivo del mismo nombre junto con Begoña Lecumberri, Julieta Egurrola, Carmen Huete, Francesca Guillén y Humberto Robles, entre otros actores y músicos invitados. 
En 2006 intervino en la película I love Miami (2006), de Alejandro González Padilla, y participó en el doblaje del filme animado La leyenda de la Nahuala (2007). 
En 2008 reapareció en la pantalla chica en el capítulo Mónica, acorralada, de la serie Mujeres asesinas, en la que interpretó a Beatriz, madre del personaje al que dio vida la actriz Irán Castillo.
Al año siguiente, estrenó en Roma, Italia, el espectáculo titulado Voces mexicanas, en el cual dio vida a personajes femeninos de la historia de México, tales como Sor Juana Inés de la Cruz, Rosario Castellanos y Frida Kahlo.
En 2013 fue parte de las telenovelas Los Rey y Secretos de familia en TV Azteca
En 2015 trabajó en la telenovela Tanto amor interpretando a Silvia Iturbide Vda. de Lombardo
También participó en el vídeo musical de María, tema de la banda mexicana Café Tacvba.
En julio de 2016 ha anunciado que a finales de año empezaría a rodar su primera película como directora, una historia de un niño de la comunidad maya inspirada en la realidad que ella misma ha guionizado.
En 2021 en la ceremonia 63 de los Premios Ariel recibió el Ariel de Oro por su trayectoria cinematográfica, este galardón hace alusión a la aportación que ha hecho la actriz y productora en el crecimiento del cine en México.

## Activismo social
Ofelia Medina ha desarrollado una trayectoria paralela como activista social y defensora de los derechos humanos, particularmente de los pueblos indígenas de México. Ha señalado en entrevistas que su interpretación de Frida Kahlo - en 1983 estrenó con Paul Leduc la película Frida, naturaleza viva - transformó su vida personal y política. 
Desde entonces ha desarrollado un enfoque artístico centrado en el teatro social y testimonial. Entre sus interpretaciones más destacadas de este género se encuentran Los monólogos de la vagina, Cada quien su Frida e Íntimamente, Rosario de Chiapas, estos dos últimos escritos, dirigidos e interpretados por ella misma. Ha interpretado a Frida Kahlo en escenarios de México, Estados Unidos y América Latina durante más de tres décadas. 
En los años noventa, su participación en la denuncia de la condición indígena y su trabajo en comunidades indígenas de Chiapas generó tensiones con autoridades locales. Fue declarada persona non grata por el gobierno estatal debido a sus posturas críticas y su activismo cultural en la región. En 1996, denunció públicamente que funcionarios del Instituto Nacional Indigenista habían obstaculizado sus actividades educativas con mujeres tzotziles en comunidades rurales.
Medina ha sido una defensora activa de los Acuerdos de San Andrés, firmados en 1996 entre el gobierno federal y representantes del EZLN. Ha denunciado sistemáticamente el incumplimiento de dichos acuerdos y el abandono institucional hacia los pueblos originarios.
Ha colaborado en acciones humanitarias en comunidades indígenas de Chiapas y zonas zapatistas. En 2001, participó en una caravana de ayuda a comunidades del EZLN, que fue detenida por el gobierno federal en un episodio ampliamente documentado por la prensa nacional.
En 2006 participó en el documental Juárez: la ciudad donde las mujeres son desechables sobre los feminicidios en Ciudad Juárez.

## Vida personal
Se ha casado dos veces y tiene dos hijos. El primer matrimonio que duró cinco años fue con el director de fotografía de cine Alex Phillips Jr. A los dos años de matrimonio, en 1972, nació David. Su segundo matrimonio fue con el actor mexicano Pedro Armendáriz Jr. con quien en 1982 tuvo a Nicolás y del que también se divorció tras cinco años de convivencia.

## Trayectoria

### Telenovelas
- Tanto amor (2015) - Silvia Lombardo
- Secretos de familia (2013) - Nora Vda. de Ventura
- Los Rey (2012) - Manuela San Vicente de Rey
- A corazón abierto (2011) - Irene
- Para toda la vida (1996) -  Isabel Duval de Valdemoros / Elena
- La gloria y el infierno (1986) - Inés Arteaga
- Toda una vida (1981) - Alejandra Pastora
- Rina (1977) - Rina Galeana de Miranda
- Paloma (1975) - Paloma Romero
- La hiena (1973) - Isabel Solís
- La señora joven (1972) - Susana Ricarte
- Las máscaras (1971) - Delia
- Lucía Sombra (1971) - Lucía Sombra

### Series
- MasterChef Celebrity México (2025) - Concursante[19]
- Entre paredes (2025) - Noni[20]
- La Liberación (2025)[21]
- Ojitos de huevo (2024) - Tata[22]
- La hora marcada (2023) - DoñaTomasa[23]
- Senda prohibida (2023) - Doña Leonor
- Triada (2023) - Pilar Mancera vda. de Trujano[24]
- Asesino del olvido (2021)[25]
- La costa de los mosquitos (2021) - Lucrecia
- El candidato (2020) - María Teresa Rivera
- El Señor de los Cielos (2017) - Lourdes Cortenas vda. de Contreras
- Mujeres asesinas (2008) - Beatriz Duvignaud Capítulo Mónica, acorralada
- La hora marcada (1988) - Capítulo Concierto para mano izquierda

### Cine
- Follow (2025) - Tamara[26]
- Nuestros tiempos (2025) - Julia[27]
- Sara, amor y revolución (2023) - Sara Pérez
- Mal de ojo (2022) - Josefa
- El hubiera si existe (2019) - Elisa, versión adulta
- Plan V (2018)
- Coco (2017) - Frida Kahlo
- Panorama (2013) - Ofelia
- The Blue Eyes (2012) - Yaxte
- Memoria de mis putas tristes (2011) - Mujer de gris
- Colombiana (2011) - Mamá
- Las buenas hierbas (2010) - Lalá
- La leyenda de la Nahuala (2007) - Nahuala
- I love Miami (2006) - Doña Emilia
- Mujer alabastrina (2006)
- Un bel morir (2005)
- Agua con sal (2005) - Olvido
- Club eutanasia (2005) - Directora
- Valentina (2004)
- Voces inocentes  (2004) - Mamá Toya
- Ezequiel el volador (2004)
- Cuando te hablen de amor (2002) - Graciela Garbo
- Antes que anochezca (2000) - La patrona
- Couleur Havane (1999) - Mayra
- Para quererte (1994)
- Un muro de silencio (1993) - Silvia
- Íntimo terror (1992)
- Nocturno a Rosario (1992) - Rosario de la Peña
- Gertrudis (1992) - Gertrudis Bocanegra
- Diplomatic Immunity (1991) - Sara Roldán
- Orgía de terror (1990)
- El camino largo a Tijuana (1987)
- Frida, naturaleza viva (1986) - Frida Kahlo
- Complot petróleo: La cabeza de la hidra (1981)
- Pueblo de boquilla (1981)
- Un investigador insólito (1978) - Alora
- Vacaciones misteriosas (1977) - Elisa
- La palomilla al rescate (1976) - Elisa
- El hombre de los hongos (1976) - Lucila
- La casa de Bernarda Alba (1974) - Adela
- Uno y medio contra el mundo (1973)
- De qué color es el viento (1973)
- Apolinar (1972)
- Muñeca reina (1972) - Amilamia
- El cambio (1971) - Tania
- El águila descalza (1971) - Chona
- Las puertas del paraíso (1971) - Lucía
- Eran tres (1971)
- Paraíso (1970) - Magaly
- La rebelión de las hijas (1970)
- Las figuras de arena (1970)
- Las pirañas aman en cuaresma (1969) - Aminta
- Las impuras (1969)
- Patsy, mi amor (1969) - Patsy
- Pax? (1968)

### Teatro
- La noche que jamás existió (2015-2016)[28]
- Mamá por Siempre (2016)[29]